# Oigney
Oigney – miejscowość i gmina we Francji, w regionie Burgundia-Franche-Comté, w departamencie Górna Saona.
Według danych na rok 1990 gminę zamieszkiwało 49 osób, a gęstość zaludnienia wynosiła 6 osób/km² (wśród 1786 gmin Franche-Comté Oigney plasuje się na 694. miejscu pod względem liczby ludności, natomiast pod względem powierzchni na miejscu 552.).